# Han Ji-hye
Han Ji-hye (de nacimiento Lee Ji-hye) es una actriz surcoreana.

## Biografía
El 21 de septiembre de 2010 contrajo matrimonio con el fiscal Jung Hyuk-joon en una ceremonia privada en Hawái. En diciembre de 2020 anunció que la pareja estaba esperando a su primera hija juntos, a quien le dieron la bienvenida el 23 de junio de 2021.

## Carrera
Es miembro de la agencia Awesome Entertainment (어썸이엔티)-"Content Y".
Debutó como modelo y luego empezó a actuar en personajes de reparto en dramas tales como Aroma de verano. Obtuvo su primer papel principal en Sweet 18. Tras algunos dramas con bajos niveles de audiencia, se unió al elenco de Likeable or Not que se mantuvo con altos índices de audiencia Posteriormente participó del drama épico East of  Edén.
En mayo del 2019 se anunció que se había unido al elenco principal de la serie Golden Garden donde dará vida a Eun Dong-joo, una mujer que trata de vivir su vida al máximo.

## Filmografía

### Series de televisión
| Año  | Título                       | Rol                      | Red     | Notas                    | Ref.          |
| ---- | ---------------------------- | ------------------------ | ------- | ------------------------ | ------------- |
| 2002 | Great Luck Family            |                          |         |                          |               |
| 2003 | The Bean Chaff of My Life    | Shin Hee-jung            | MBC     |                          |               |
| 2003 | Scent of a Man               | Ha Soo-min               | MBC     |                          |               |
| 2003 | Summer Scent                 | Park Jung-ah             | KBS2    |                          |               |
| 2003 | One More Step Than Love      |                          |         | Open Drama Man and Woman |               |
| 2004 | Sweet 18                     | Yoon Jung-sook           | KBS2    |                          |               |
| 2004 | Island Village Teacher       | Hong Eun-soo             | SBS     |                          |               |
| 2004 | Banjun Drama                 |                          | SBS     |                          | [ 13 ]        |
| 2005 | The Secret Lovers            | Seo Young-ji             | MBC     |                          |               |
| 2006 | Cloud Stairs                 | Yoon Jung-won            | KBS2    |                          |               |
| 2007 | Likeable or Not              | Na Dan-poong             | KBS1    |                          |               |
| 2008 | East of Eden                 | Kim Ji-hyun              | MBC     |                          |               |
| 2010 | Drama Special "Pianist"      | Yoon In-sa               | KBS2    |                          |               |
| 2011 | The Duo                      | Dong-nyeo                | MBC     |                          |               |
| 2011 | Heavenly Embroidery (天堂绣) | Quan Cai Xi              | CCTV    |                          |               |
| 2011 | The Great Gift               | Kim Ha-yeon              | SBS     |                          |               |
| 2012 | May Queen                    | Chun Hae-joo             | MBC     |                          |               |
| 2013 | Pots of Gold                 | Jung Mong-hee/Son Yoo-na | MBC     |                          |               |
| 2014 | The Full Sun                 | Han Young-won            | KBS2    |                          |               |
| 2014 | Legendary Witches            | Moon Soo-in              | MBC     |                          |               |
| 2018 | Marry Me Now?                | Park Yoo-ha              | KBS2    |                          |               |
| 2019 | The Golden Garden            | Eun Dong-joo             | MBC     |                          |               |
| 2023 | Han River Police             | Eun-sook                 | Disney+ | Aparición especial       | [ 14 ]        |
| 2025 | La isla del tesoro           | Agnes (Seo Yeon-ju)      | SBS     |                          | [ 15 ] [ 16 ] |

### Cine
| Año  | Título                 | Rol       |
| ---- | ---------------------- | --------- |
| 2002 | Saving My Hubby        | vendedora |
| 2003 | Singles                | Ji-hye    |
| 2005 | My Boyfriend Is Type B | Ha-mi     |
| 2008 | Humming                | Mi-yeon   |
| 2010 | Blades of Blood        | Baek-ji   |

### Presentadora
| Año  | Título                  | Notas  |
| ---- | ----------------------- | ------ |
| 2019 | Melon Music Awards 2019 | [ 17 ] |

## Premios y nominaciones
| Año  | Categoría                                       | Premio              | Trabajo           | Resultado |
| ---- | ----------------------------------------------- | ------------------- | ----------------- | --------- |
| 2019 | Top Excellence Award, Actress in a Serial Drama | 7th APAN Star Award | The Golden Garden | Nominada  |
| 2018 | Excellence (long length drama)                  | KBS Drama Award     | Marry Me Now      | Ganó      |
| 2018 | Best Couple Award (junto a Lee Sang-woo)        | KBS Drama Award     | Marry Me Now      | Nominados |